# Roman Pungartnik
Roman Pungartnik, slovenski rokometaš, * 16. maj 1971, Celje.
Pungartnik je v karieri igral za klube Celje Pivovarna Laško, Wilhelmshavener HV, THW Kiel, HSV Hamburg, VfL Gummersbach, Kadetten Schaffhausen in TuS Nettelstedt-Lübbecke. Za slovensko reprezentanco je nastopil na olimpijskih igrah 2000, skupno pa je za reprezentanco dosegel 673 golov na 165-ih tekmah. Bil je tudi član srebrne reprezentance na Evropskem prvenstvu 2004 v Sloveniji. 

## Kariera
- Celje Pivovarna Laško, 1988 - 2002
- Wilhelmshavener HV, 2002 - 2003
- THW Kiel, 2003 - 2005
- HSV Hamburg, 2005 - 2007
- VfL Gummersbach, 2007 - 2008
- Kadetten Schaffhausen, 2009 - 2010
- TuS Nettelstedt-Lübbecke, 2010